# 第163回国会
第163回国会（だい163かいこっかい）は、2005年（平成17年）9月11日施行の第44回衆議院議員総選挙を受けて、2005年（平成17年）9月21日に召集された特別国会である。会期は11月1日までの42日間。

## 概要
召集日である9月21日に衆議院議長選挙で、衆議院議長に河野洋平、衆議院副議長に横路孝弘が選出され、内閣総理大臣指名選挙（首班指名）では衆参両院で小泉純一郎が指名され、第3次小泉内閣を発足した。

## 提出された法案

### 政府提出
- 郵政民営化関連法案
10月11日衆議院本会議で可決
10月14日参議院本会議で可決
成立
  - 郵政民営化法案
  - 日本郵政株式会社法案
  - 郵便事業株式会社法案
  - 郵便局株式会社法案
  - 独立行政法人郵便貯金・簡易生命保険管理機構法案
  - 郵政民営化法等の施行に伴う関係法律の整備等に関する法律案
- 電波法及び放送法の一部を改正する法律案
10月20日衆議院本会議で可決
10月26日参議院本会議で可決
成立
- 電子署名に係る地方公共団体の認証業務に関する法律の一部を改正する法律案
衆議院で常任委員会や特別委員会での審査を議決
- 独立行政法人情報通信研究機構法の一部を改正する法律案 
衆議院で常任委員会や特別委員会での審査を議決
- 労働安全衛生法等の一部を改正する法律案
10月18日衆議院本会議で可決
10月26日参議院本会議で可決
成立
- 障害者自立支援法案
10月14日参議院本会議で可決
10月31日衆議院本会議で可決
成立(重要法案)
- 平成十三年九月十一日のアメリカ合衆国において発生したテロリストによる攻撃等に対応して行われる国際連合憲章の目的達成のための諸外国の活動に対して我が国が実施する措置及び関連する国際連合決議等に基づく人道的措置に関する特別措置法の一部を改正する法律案の一部を改正する法律案
10月18日衆議院本会議で可決
10月26日参議院本会議で可決
成立(最重要法案)
- 風俗営業等の規制及び業務の適正化等に関する法律の一部を改正する法律案
10月18日衆議院本会議で可決
10月28日参議院本会議で可決
成立
- 銀行法等の一部を改正する法律案
10月20日衆議院本会議で可決
10月26日参議院本会議で可決
成立
- 一般職の職員の給与に関する法律等の一部を改正する法律案
10月21日衆議院本会議で可決
10月28日参議院本会議で可決
成立
- 特別職の職員の給与に関する法律等の一部を改正する法律案
10月21日衆議院本会議で可決
10月28日参議院本会議で可決
成立
- 国家公務員退職手当法の一部を改正する法律案
10月21日衆議院本会議で可決
10月28日参議院本会議で可決
成立
- 防衛庁の職員の給与等に関する法律の一部を改正する法律案
10月21日衆議院本会議で可決
10月28日参議院本会議で可決
成立
- 裁判官の報酬等に関する法律の一部を改正する法律案
10月21日衆議院本会議で可決
10月28日参議院本会議で可決
成立
- 検察官の俸給等に関する法律の一部を改正する法律案
10月21日衆議院本会議で可決
10月28日参議院本会議で可決
成立
- 最高裁判所裁判官退職手当特例法の一部を改正する法律案
10月21日衆議院本会議で可決
10月28日参議院本会議で可決
成立
- 犯罪の国際化及び組織化並びに情報処理の高度化に対処するための刑法等の一部を改正する法律案
衆議院で常任委員会や特別委員会での審査を議決
- 建築物の耐震改修の促進に関する法律の一部を改正する法律案
10月20日衆議院本会議で可決
10月28日参議院本会議で可決
成立
- 郵便法の一部を改正する法律案
10月19日参議院本会議で可決
10月28日衆議院本会議で可決
成立

### 議員立法

#### 衆法
- 郵政改革法案
議案提出者 松本剛明外七名
10月11日衆議院本会議で否決
- 独立行政法人平和祈念事業特別基金等に関する法律の廃止等に関する法律案
議案提出者 宮路和明外三名
衆議院で常任委員会や特別委員会での審査を議決
- イラクにおける人道復興支援活動及び安全確保支援活動の実施に関する特別措置法を廃止する法律案
議案提出者 末松義規外三名
審議終了せず
- 政治資金規正法の一部を改正する法律案
議案提出者 佐田玄一郎外六名
10月18日衆議院本会議で可決
10月26日参議院本会議で可決
成立
- 政治資金規正法等の一部を改正する法律案
議案提出者 松本剛明外七名
10月18日衆議院本会議で否決
- 人身取引等の防止及び人身取引等の被害者の保護に関する法律案
議案提出者 小宮山洋子外四名
衆議院で常任委員会や特別委員会での審査を議決
- 牛海綿状脳症対策特別措置法の一部を改正する法律案
議案提出者 山田正彦外六名
衆議院で常任委員会や特別委員会での審査を議決
- 輸入牛肉に係る情報の管理及び伝達に関する特別措置法案
衆議院で常任委員会や特別委員会での審査を議決
- 政治資金規正法の一部を改正する法律案
議案提出者 政治倫理の確立及び公職選挙法改正に関する特別委員長
10月18日衆議院本会議で可決
10月28日参議院本会議で可決
成立
- 障害者の自立の支援及び社会参加の促進のための身体障害者福祉法等の一部を改正する法律案
議案提出者 山井和則外五名
10月31日衆議院本会議で否決
- 国家公務員法の一部を改正する法律案
議案提出者 松本剛明外四名
審議終了せず
- 道路交通法の一部を改正する法律案
議案提出者 小宮山洋子外三名
衆議院で常任委員会や特別委員会での審査を議決
- 国会議員互助年金法を廃止する法律案
議案提出者 河村たかし外七名
審議終了せず
- 永住外国人に対する地方公共団体の議会の議員及び長の選挙権の付与に関する法律案
議案提出者 冬柴鐵三外二名
衆議院で常任委員会や特別委員会での審査を議決
- 海底資源開発推進法案
議案提出者 細野豪志外四名
衆議院で常任委員会や特別委員会での審査を議決
- 排他的経済水域等における天然資源の探査及び海洋の科学的調査に関する主権的権利その他の権利の行使に関する法律案
議案提出者 細野豪志外四名
衆議院で常任委員会や特別委員会での審査を議決
- 国会議員の歳費、旅費及び手当等に関する法律の一部を改正する法律案
議案提出者 中川正春外四名
10月25日衆議院本会議で否決
- 戦後強制抑留者に対する特別給付金の支給に関する法律案
議案提出者 長妻昭他六名
衆議院で常任委員会や特別委員会での審査を議決
- 独立行政法人平和祈念事業特別基金等に関する法律を廃止する法律案
議案提出者 長妻昭外六名
衆議院で常任委員会や特別委員会での審査を議決
- 国会法及び国会議員の歳費、旅費及び手当等に関する法律の一部を改正する法律案
議案提出者 鈴木恒夫外七名
10月25日衆議院本会議で可決
10月28日参議院本会議で可決、
成立
- 国会議員の秘書の給与等に関する法律の一部を改正する法律案
議案提出者 議院運営委員長
10月25日衆議院本会議で可決
10月28日参議院本会議で可決
成立
- 国会職員の育児休業等に関する法律の一部を改正する法律案
議案提出者 議院運営委員長
10月25日衆議院本会議で可決
10月28日参議院本会議で可決
成立
- 石綿対策の総合的推進に関する法律案
議案提出者 仙谷由人外八名
衆議院で常任委員会や特別委員会での審査を議決
- 官製談合等の防止のための刑法等の一部を改正する法律案
議案提出者 松本剛明外五名
審議終了せず
- 高齢者虐待の防止、高齢者の養護者に対する支援等に関する法律案
議案提出者 厚生労働委員長
10月28日衆議院本会議で可決
11月1日参議院本会議で可決
成立

#### 参法
- 原子爆弾被爆者に対する援護に関する法律の一部を改正する法律案
議案提出者 山本孝史外六名
審議終了せず
- 労働安全衛生法の一部を改正する法律案
議案提出者 浅尾慶一郎外四名
審議終了せず
- 会計検査院法の一部を改正する法律案
議案提出者 決算委員長
10月21日参議院本会議で可決
10月28日衆議院本会議で可決
成立

### 条約
- 万国郵便連合憲章の第七追加議定書、万国郵便連合一般規則及び万国郵便条約の締結について承認を求めるの件
10月14日参議院本会議で承認
10月25日衆議院本会議で承認
両院承認
- 郵便送金業務に関する約定の締結について承認を求めるの件
10月14日参議院本会議で承認
10月25日衆議院本会議で承認
両院承認

### 承諾
- 平成十六年度一般会計予備費使用総調書及び各省各庁所管使用調書
衆議院で常任委員会や特別委員会での審査を議決
- 平成十六年度特別会計予備費使用総調書及び各省各庁所管使用調書
衆議院で常任委員会や特別委員会での審査を議決
- 平成十六年度特別会計予算総則第十四条に基づく経費増額総調書及び各省各庁所管経費増額調書
衆議院で常任委員会や特別委員会での審査を議決